# 흑진주
흑진주는 "흑나비조개"라는 조개에 생긴다. 진주의 색깔은 진주조개의 껍데기 안쪽 외투막의 색깔에 결정되는데, 흑나비조개는 외투막이 어두워 색이 까만 흑진주를 만든다. 껍데기 표면이 나뭇결처럼 거칠고 지름이 약 10~18mm 정도다. 분포지역은 호주, 페르시아 만, 인도양, 필리핀, 하이난, 대만, 한국, 일본, 하와이 등이다. 흑진주는 무지갯빛으로 빛나는 아름다운 검은색을 띤다.

## 같이 보기
- 진주